# Valérie Quennessen
Valérie Quennessen (3 de diciembre de 1957 - 19 de marzo de 1989) fue una actriz francesa especialmente conocida por su participación en la película Summer Lovers y Conan el bárbaro.

## Biografía
Valérie Quennessen nació en Boulogne-Billancourt y dedicó parte de su niñez en seguir su sueño en convertirse en una acróbata. Rápidamente llegó al nivel de competencia y recibió un premio. En su adolescencia, había renunciado a la acrobacia y comenzó con clases de actuación, no por querer entrar al mundo de negocios, sino para ayudarla a vencer su ansiedad social. 
Hizo su primera aparición en el cine en dos películas francesas, Le Petit Marcel y Le Plein de super. En 1979, tuvo un papel en la película estadounidense French Postcards, junto a Miles Chapin, Debra Winger y Mandy Patinkin. Siguió en Conan the Barbarian con Arnold Schwarzenegger.
Sería en su próxima película Summer Lovers, con Daryl Hannah y Peter Gallagher que fue el pico de su carrera. 
Después de Summer Lovers, Valérie se retiró poco a poco de la actuación, eligiendo concentrarse en criar a su familia. Ella y François Manceaux tuvieron dos hijos. 
El 19 de marzo de 1989, murió en un accidente automovilístico en la autopista A13 en Saint-Ouen-des-Champs a la edad de 31 años. Está enterrada en el Cementerio de Montparnasse de la capital francesa.

## Vida personal
Estuvo casada con François Manceaux con quien tuvo sus dos hijos, Elsa Manceaux y Antoine Manceaux  François tuvo un papel como actor de reparto junto a Válerie en la película Summer Lovers donde ambos actuaban de arqueólogos. Se dice que durante la filmación de esta película Valérie descubrió realmente varias piezas de arqueología en el yacimiento de Acrotiri cercano a la Playa Roja en Santorini.
Su hija Elsa es una artista plástica nacida en Francia en 1985 y radicada en la Ciudad de México desde 2012, que ha expuesto sus trabajos en numerosas galerías de arte a nivel internacional. Elsa realizó sus estudios en la Gerrit Rietveld Academie en Ámsterdam y posteriormente asistió al programa de postgrado SOMA en México durante los años 2015 y 2016. Por su parte Antoine Manceaux el primogénito de los hijos de Valérie nacido también en Francia en 1982 se dedica a la producción y edición de cortos y videos.

## Filmografía
- Le Petit Marcel (Jacques Fansten, 1976) como una telefonista.
- Le Plein de super (Alain Cavalier, 1976) como Marie.
- La nuova colonia (Anne Delbée, TV, 1978) como Mita.
- La Tortue sur le dos (Luc Béraud, 1978) como una Nietzsche estudiante.
- Brigade des mineurs: "Tête de rivière" (Guy Lessertisseur, TV, 1978) como Doris.
- On efface tout (Pascal Vidal, 1978).
- Martin et Léa (Alain Cavalier, 1979) como Cléo.
- French Postcards (Willard Huyck, 1979) como Toni.
- Les Uns et les Autres (Claude Lelouch, 1981)
  - Les Uns et les Autres (TV, 1981)
- Pause-Café (Serge Leroy, TV, 1981) como una secretaria.
- Silas (Sigi Rothemund, TV, 1981) como Melinda, lavandera.
- Conan the Barbarian (John Milius, 1982) como Princesa Yasimina.
- Summer Lovers (Randal Kleiser, 1982) como Lina.
- We Cannes (François Manceaux, 1982) como Janine.
- La petite commission (Jean-Paul Salomé, 1984) como Sor Clarisse.
- Quartier sud (Mathias Ledoux, TV, 1984) como Rebecca.
- Mode in France (William Klein, TV, 1985) como un top model.
- Haute tension: "Eaux troubles" (Alain Bonnot, TV, 1989) como Judith.